# Inti (planta)
Inti es un género de orquídeas epifitas. Tiene dos especies que anteriormente estaban asignadas al género Maxillaria. Es originario de Costa Rica al sudoeste de Sudamérica.

## Especies
- Inti bicallosa (Rchb.f.) M.A.Blanco, Lankesteriana 7: 524 (2007).
- Inti chartacifolia (Ames & C.Schweinf.) M.A.Blanco, Lankesteriana 7: 524 (2007).